# Oliver Brüggemann
Oliver Brüggemann (* 24. Januar 1967 in Lüneburg) ist ein deutscher Chemiker und Hochschullehrer. Er ist Professor für Chemie der Polymere an der Johannes-Kepler-Universität (JKU) Linz und leitet das Institut für Chemie der Polymere.

## Leben
Von 1988 bis 1994 studierte Oliver Brüggemann Chemie an der Universität Hannover. Im Rahmen seiner Promotion forschte er u. a. am Institute of Food Research in Reading, England und an der ETH Lausanne, Schweiz. 1997 promovierte er in Technischer Chemie an der Universität Hannover. Nach einem Post-Doc-Aufenthalt am Kemicentrum der Universität Lund, Schweden, trat er 1999 eine Habilitandenstelle an der TU Berlin an. Dort habilitierte er sich 2004 in Technischer Chemie.
Nach einer zweijährigen Industrietätigkeit in der Polymerforschung der BASF in Ludwigshafen folgte Brüggemann im Jahr 2006 dem Ruf auf die Professur für Chemical Engineering an der Provadis-Hochschule in Frankfurt-Höchst. Seit Oktober 2007 leitet er das Institut für Chemie der Polymere an der JKU.
Oliver Brüggemann ist Mitglied im Netzwerk Wissenschaftsfreiheit.

## Arbeits- und Forschungsschwerpunkte
- Polymerchemie
- Bionische Materialien
- Industrielle Aspekte der Polymersynthese

## Preise
- Hochschullehrer-Nachwuchs-Preis der DECHEMA (2004)
- Wissenschaftsverbundpreis der Dow, Buna Sow Leuna Olefinverbund GmbH (2003)